# Okrestino

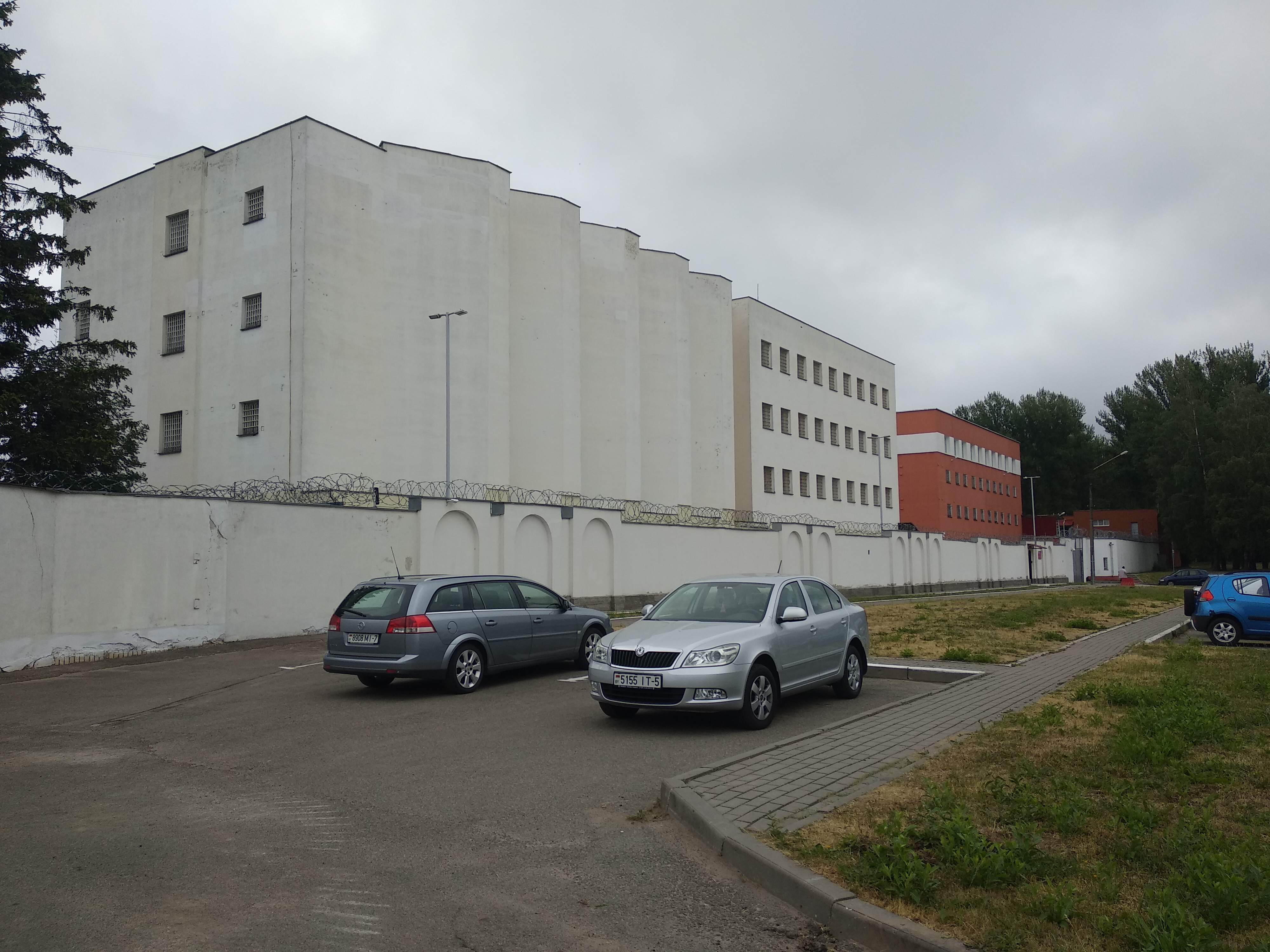
Okrestino

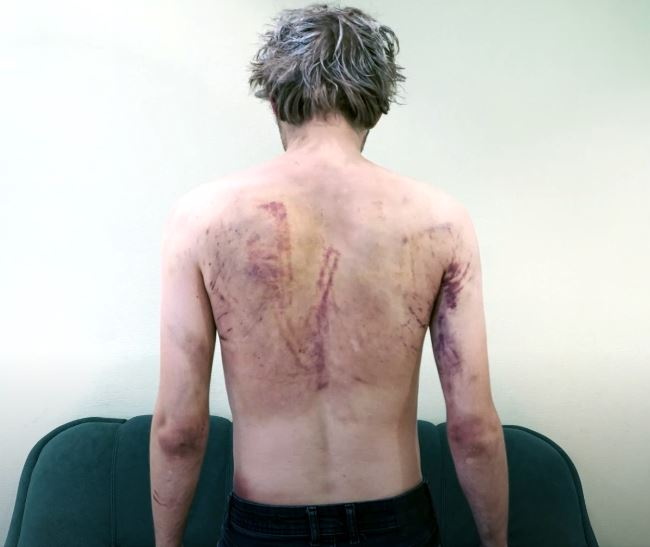
Ein Inhaftierter des Gefängnisses Okrestino zeigt Folterspuren, die ihm in der Haft zugefügt worden sind

Okrestino (russisch Окрестино Okrestino, belarussisch Акрэсціна Akreszina) oder Okrestina-Gefängnis (auch Untersuchungsgefängnis / Isolationszentrum Okrestina bzw. Okrestino; englische Transkription auch Akrescina) ist eine Haftanstalt im Südwesten der belarussischen Hauptstadt Minsk. Sie wird als Isolationszentrum genutzt.
Das Gefängnis ist berüchtigt für den unmenschlichen Umgang mit den Inhaftierten. Zahlreiche Gefangene der Massenproteste in Belarus ab 2020 wurden bzw. sind hier inhaftiert. Das Gefängnis ist ein Symbol der Folter.

## Foltervorfälle
Zahlreiche Entlassene wurden in der Haft traumatisiert und berichteten von ihren Erlebnissen. Viele wurden geschlagen und zum Teil schwer verletzt. Laut der Menschenrechtsorganisation Amnesty International berichteten einige Festgenommene, dass ihnen auch Vergewaltigung angedroht worden sei. In Videos schilderten Frauen und Männer, dass sie kaum zu essen bekamen und in sehr engen Zellen stehend zusammengepfercht worden seien. Mehrere Entlassene mussten sofort ins Krankenhaus gebracht werden. Mindestens drei Gefangene erlitten in Okrestino oder auf dem Weg dorthin Verletzungen, die auf sexualisierte Gewalt hindeuten. Die Betroffenen wurden mit intramuskulären Blutungen des Enddarms, einer Analfissur und Blutungen sowie einer Schädigung der Schleimhaut des Enddarms ins Krankenhaus eingeliefert.
In der Nacht vom 13. auf den 14. August 2020 nahmen Angehörige von in Okrestino inhaftierten Personen die Geräusche unaufhörlicher Schläge auf, die auf der Straße deutlich zu hören waren. Auf den Aufnahmen sind auch mehrere Stimmen zu hören, die vor Schmerz schreien und um Gnade betteln. Ein entlassener Insasse berichtete, dass diejenigen, die die Beamten anbettelten, nicht geschlagen zu werden, noch stärker verprügelt worden seien.
Der amtierende Diktator Aljaksandr Lukaschenka ordnete nach den Festnahmen um den 13. August herum eine Untersuchung an, um „allen Fällen von Inhaftierung auf den Grund zu gehen“. Innenminister Juryj Karajeu entschuldigte sich dafür, dass auch nicht an den Demonstrationen beteiligte „Passanten“ bei Polizeieinsätzen verletzt worden seien. Nach wie vor weigern sich die belarussischen Behörden Ermittlungsverfahren gegen Beamte einzuleiten.
Am 29. September 2020 wurde der Inhaftierte Dsjanis Kusnjazou mit Frakturen der Schädelknochen, einem offenen Schädel-Hirn-Trauma dritten Grades, Hämatomen, Rippenfrakturen und einer Lungenkontusion von Okrestino aus in ein Krankenhaus eingeliefert. Er erlag seinen Verletzungen. Die Sicherheitsbehörden behaupteten, die Verletzungen seien darauf zurückzuführen, dass Kusnjazou von seinem Hochbett runtergefallen sei.
Am 11. Oktober geriet eine Videoaufnahme an die Öffentlichkeit, auf der zu sehen ist, wie Gefangene in Okrestino durch die Reihen von Polizei- und Sicherheitskräften gejagt und dabei kontinuierlich geschlagen werden.
Nach Augenzeugenberichten mussten im Juni 2021 Insassen in überfüllten Zellen bei ständigem Licht auf dem Boden schlafen und wurden mehrmals in der Nacht geweckt und durchsucht. Gefangenen wurden nicht zu Spaziergängen mitgenommen und drohten, das Fenster zu schließen. Pakete wurden nur am Ende der Haftstrafe und in unvollständiger Form abgegeben.
Bisher (Juni 2021) wurde kein einziges Strafverfahren wegen Folter an Okrestino eröffnet. Laut dem Anwalt Andrei Matschalou, zu dessen Mandanten Opfer gehörten, die ein Strafverfahren wegen Folter im Okrestina-Gefängnis einleiten wollten, wurden alle Foltertatsachen vom zentralen Apparat des Ermittlungsausschusses, der die Ermittlungen durchführte, akzeptiert. Als aber sein damaliger Leiter, Iwan Naskewitsch, das Thema beim Treffen von Sicherheitsbeamten zur Sprache brachte, wurde er sofort entlassen.
Im November 2021 bestätigte der belarussische Diktator Lukaschenka in einem Interview mit der British Broadcasting Corporation die Gewalt in Okrestino. Wörtlich erklärte er: „Ok, ok. Ich gebe es zu, ich gebe es zu. Menschen wurden in Okrestino geschlagen. Aber es wurden auch Polizisten geschlagen und ihr habt das nicht gezeigt“.

## Menschenkette

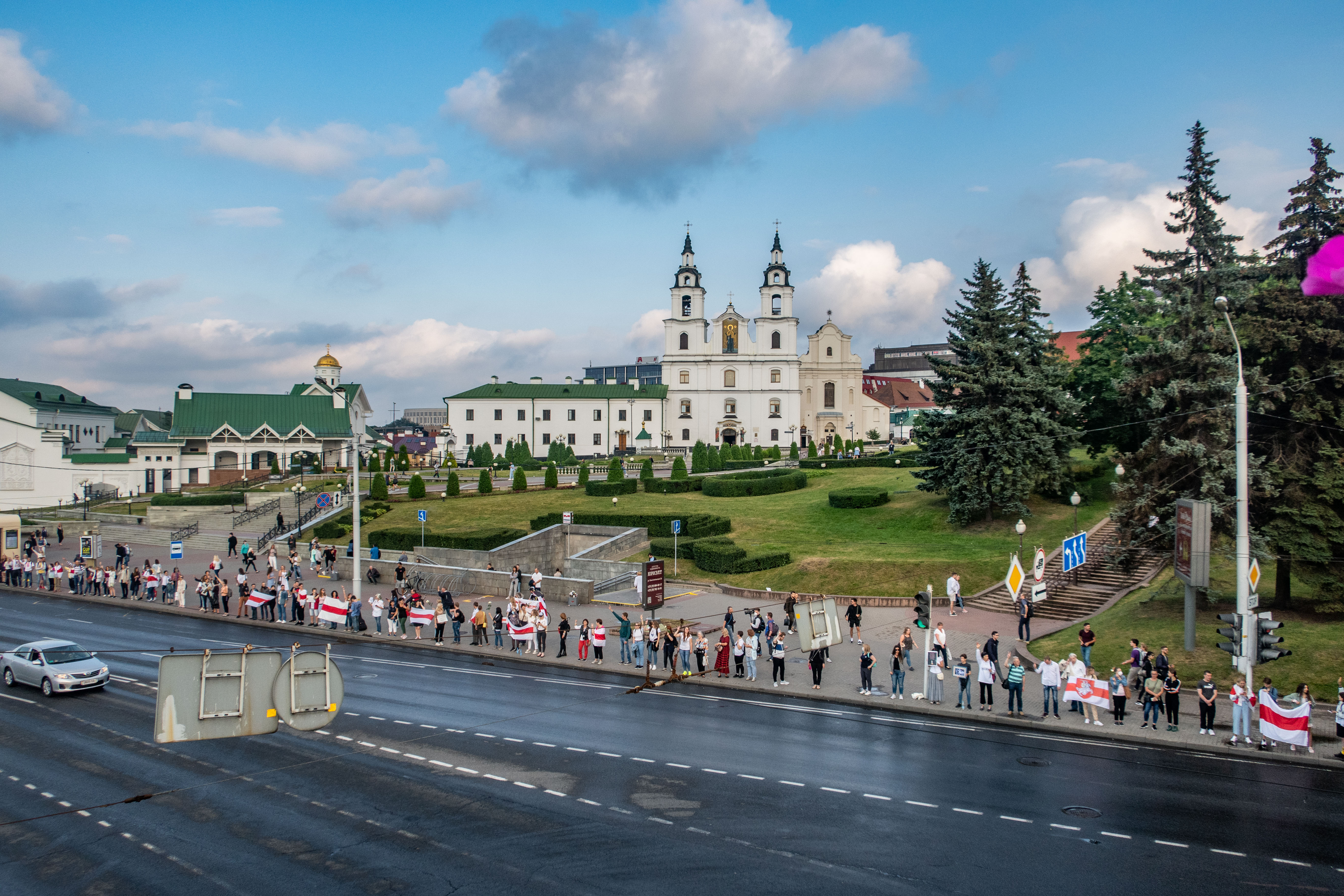
Minsk, 21. August 2020. Stadtweite Kette gegen Gewalt von Kurapaty bis zur Haftanstalt in der Akreszina-Straße

Am 21. August 2020 kam es zu Demonstrationen vor dem Gefängnis; eine zehn Kilometer lange Menschenkette bis nach Kurapaty wurde gebildet.

## Sanktionen der EU, der USA, anderer Länder
Die Leiter und das Personal des Gefängniskomplexes wurden von der Europäischen Union in die Liste der Personen und Organisationen, die im Zusammenhang mit Menschenrechtsverletzungen in Belarus sanktioniert werden, aufgenommen. In Übereinstimmung mit dem Beschluss des Rates der Europäischen Union vom 2. Oktober 2020 wurde Iwan Sakalouski, Direktor des Okrestina-Gefängnisses, in die Liste wegen „unmenschlicher und erniedrigender Behandlung, einschließlich Folter gegen in Isolationshaft befindlichen Bürgern“ aufgenommen. Darüber hinaus nahmen Vereinigtes Königreich, Kanada, die Schweiz Sakalouski in ihre Sanktionslisten auf.
Gemäß dem Beschluss des Rates der Europäischen Union vom 21. Juni 2021 wurden zusätzliche Beamte zur Liste hinzugefügt. Das waren: Senior Polizeisergeant Jauhen Urubleuski, der nach Augenzeugenberichten und Medienberichten persönlich an das brutale Schlagen von Häftlingen beteiligt war, wegen „unmenschlicher und erniedrigender Behandlung, einschließlich Folter gegen Bürger, die im Zentrum für die Isolation von Straftätern inhaftiert sind“, Direktor des Isolationszentrums Jauhen Schapezka wegen „schrecklicher Bedingungen im Isolationszentrum und der unmenschlichen und erniedrigenden Behandlung von Bürgern, die an friedlichen Protesten teilgenommen und inhaftiert wurden“, Direktor des vorläufigen Internierungslagers Ihar Kenjuch wegen „entsetzlicher Bedingungen und unmenschlicher und erniedrigender Behandlung einschließlich Schlägen und Folter“ und „Druckes auf medizinisches Personal, um Ärzte zu entfernen“, stellvertretende Direktoren der vorübergehenden Haftanstalt Gleb Dryl und Uladsimir Lapyr aufgrund „entsetzlicher Bedingungen und unmenschlicher und erniedrigender Behandlung, einschließlich Schläge und Folter“ von Häftlingen. Am 9. August gerieten dieselben Beamten unter US-Sanktionen.
Am 21. Juni 2021 wurden Mitarbeiter der Haftanstalten an der Akreszina-Straße in die Specially Designated Nationals and Blocked Persons List der Vereinigten Staaten wegen nach Augenzeugenberichten körperlicher Gewalt, einschließlich Folter und unmenschlicher Haftbedingungen bzw. Menschenrechtsverletzungen in Verbindung mit politischer Verfolgung, aufgenommen.